# كالوم روبينسون
كالوم روبينسون (بالإنجليزية: Callum Robinson) (2 فبراير 1995 بنورثامبتون في المملكة المتحدة - ) هو لاعب كرة قدم بريطاني في مركز الهجوم. شارك مع منتخب إنجلترا تحت 16 سنة لكرة القدم ومنتخب إنجلترا تحت 17 سنة لكرة القدم ومنتخب إنجلترا تحت 19 سنة لكرة القدم ومنتخب إنجلترا تحت 20 سنة لكرة القدم. أما مع النوادي، فقد لعب مع أستون فيلا وبريستون نورث إيند ونادي بريستول سيتي.

## وصلات خارجية
- كالوم روبينسون على موقع الاتحاد الدولي (مؤرشف)  (الإنجليزية)
- كالوم روبينسون على موقع الاتحاد الأوربي (الإنجليزية)
- كالوم روبينسون على موقع قاعدة بيانات كرة القدم.إي يو (الإنجليزية)
- كالوم روبينسون على موقع ناشيونال فوتبول تيمز (الإنجليزية)
- كالوم روبينسون على موقع Soccerbase.com (لاعب) (الإنجليزية)
- كالوم روبينسون على موقع Soccerway.com (الإنجليزية)
- كالوم روبينسون على موقع عالم كرة القدم.نت (الإنجليزية)
- كالوم روبينسون على موقع AS.com (الإسبانية)

قالب:تشكيلة بريستون نورث ايند